# Aage Larsen

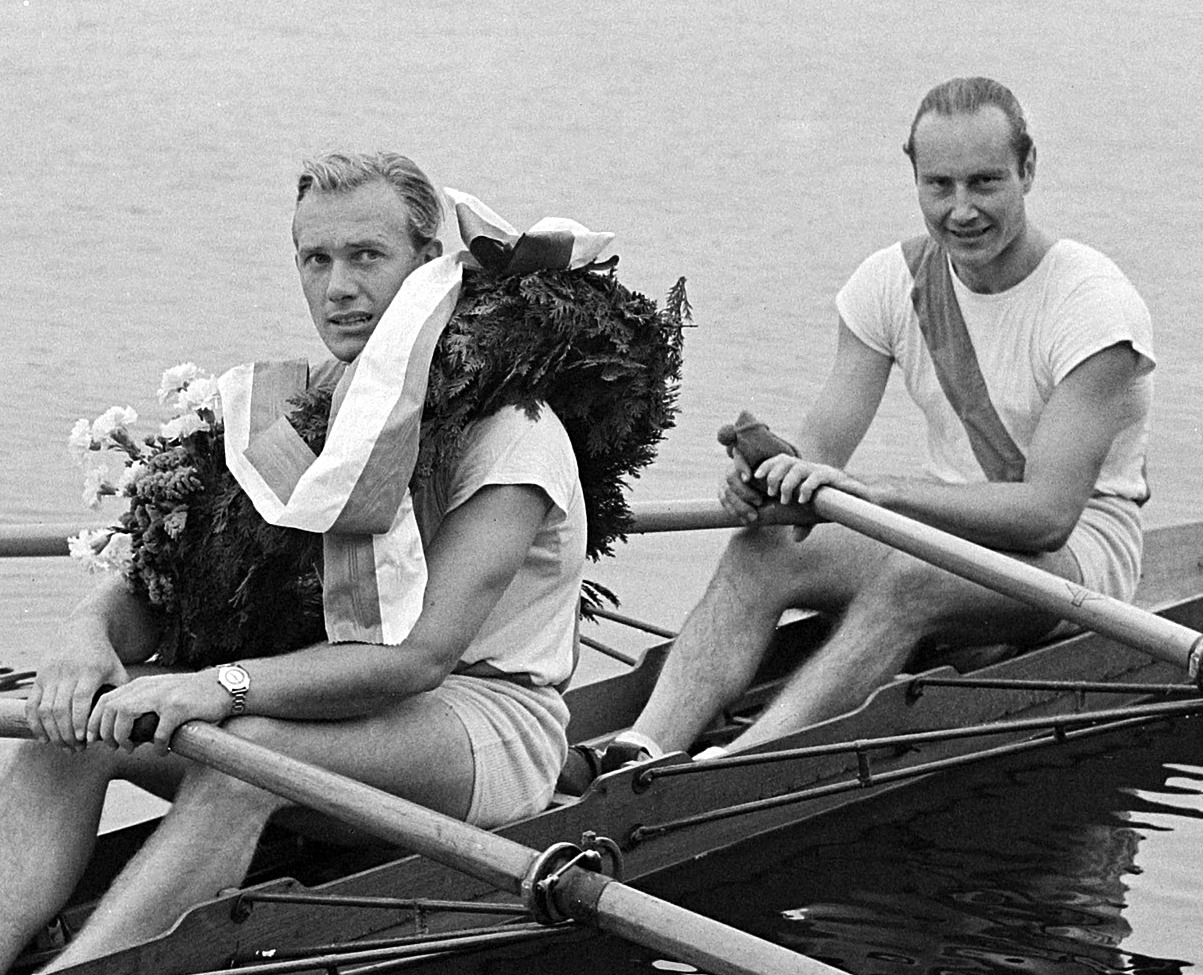
Aage Larsen und Ebbe Parsner als Europameister 1949 in Amsterdam

Aage Ernst Larsen (* 3. August 1923 in Søborggård, Gladsaxe Kommune; † 31. Oktober 2016) war ein dänischer Ruderer, der 1948 Olympiazweiter im Doppelzweier wurde.
Aage Larsen bildete 1948 mit dem Dänischen Meister im Einer Ebbe Parsner einen Doppelzweier und gewann auf Anhieb den dänischen Titel. Bei den Olympischen Spielen 1948 in London siegten die beiden Dänen im zweiten Vorlauf. Die drei Halbfinals gewannen die Briten, die Dänen und die Uruguayer; da Briten und Uruguayer erst über den Hoffnungslauf ins Halbfinale gelangt waren, waren die Dänen das einzige Boot, das ungeschlagen das Finale erreichte. Im Finale siegten aber Richard Burnell und Bertram Bushnell mit vier Sekunden Vorsprung vor den Dänen, die Uruguayer ruderten mit größerem Abstand zur Bronzemedaille.
In den nächsten beiden Jahren gewannen Larsen und Parsner zweimal den Europameistertitel: 1949 in Amsterdam und 1950 in Mailand. Außerdem siegten sie auch bei der Henley Royal Regatta und bei den Dänischen Meisterschaften. Bei den Olympischen Spielen 1952 in Helsinki schieden sie im Hoffnungslauf aus.